# Santiago Costa Vaqué
Santiago Costa i Vaqué (Móra d'Ebre, 2 d'agost de 1895 - Tortosa, 3 de febrer de 1984) fou un escultor i pintor català.

## Biografia
Santiago Costa i Vaqué era fill de Joan Baptista Costa i Mani i de Mª Teresa Vaqué i Descarrega. Va viure a Móra d'Ebre la seva infantesa, concretament a "Cal Soguer", i després anà a Barcelona on es formà artísticament a l'Escola de la Llotja
Madrid
L'any 1911 fou quintat, en un moment en què el seu desig era viatjar a París, però hagué d'anar a Madrid a complir la seva instrucció, on el seu cosí, Julio Antonio, vivia i tenia un taller. Santiago Costa en tenia prou amb viure amb ell, amb la seva gran personalitat i contemplar la seva obra, malgrat que ambdós artistes posseïen dos estils ben diferents, l'admiració vers el seu cosí mai no va faltar. Com indica el Doctor Antonio Salcedo Miliani, d'ell rebrà la seva influència en les seves primeres obres, sobretot en el caràcter classicista i en el tractament realista de les seves escultures.
Quan l'any 1919 morí Julio Antonio, Santiago Costa s'adonà que la tasca d'aquell, en el seu estudi, es minava per les enveges, i fora d'ell, no coneixia ningú que pogués ajudar-lo. Així doncs, va decidir viatjar i anà a l'Amèrica del Sud.
Amèrica
En primer lloc va ésser al Brasil, simplement com a viatger i descobridor de la força i la bellesa del país. Després d'un any es traslladà a Buenos Aires on treballà sobretot en la realització de retrats, com Maria Rosa, i en el monument al filantrop Agustín Álvarez (inaugurat l'any 1924), al Parc General San Martín de la ciutat de Mendoza. També l'escultura coneguda com La Esfinge pertany a aquesta època.
Tornada a Madrid
L'any 1925 i poc després de tornar d'Amèrica va iniciar la seva activitat artística amb una exposició que es va dur a terme entre els dies 2 al 26 de novembre d'aquell any, a la Sala de la Biblioteca Nacional d'Espanya a Madrid, promoguda per la senyora Lucía Hernández, mare de Julio Antonio, i l'escultor Marià Benlliure. En aquesta exposició presentà la seva col·lecció de bronzes –Deseo, Minerva, Piedad, Dolor- els seus retrats Maria Rosa i El Alavés, l'original del qual es va perdre però se’n conserva una còpia al Museu d'Art Modern de la Diputació de Tarragona. El Rei Alfons XIII fou un dels visitants de l'exposició; en veure l'escultura El Alavés, va dir: "Hay esculturas tan admirablemente hechas que aunque no conozca uno a las personas, se da cuenta que el parecido tiene que ser completo". ("La Epoca" 7-XI. "El Universo" 8-XI).
Aquesta exposició fou la primera d'una sèrie que es portà a terme els anys següents: 1930 a la Sociedad Amigos del Arte de Madrid, 1935 a les Galeries Laietanes de Barcelona, on d'entre altres exposà el bust de Pau Casals.
Monuments
Santiago Costa també tenia una altra faceta com a realitzador de monuments, una faceta reduïda però selecta. Ja hem esmentat el monument a Agustín Álvarez a la ciutat de Mendoza, a inicis dels anys 20. L'any 1929, i mercès a una subscripció popular promoguda per la revista “La Riuada”, de Móra d'Ebre, s'inaugurà el monument a Julio Antonio, a la Plaça de l'Era d'aquesta població. El tercer conjunt escultòric que realitzà és el de la Font de Juan de Villanueva, erigit l'any 1952, a Madrid, a la plaça que porta el nom d'aquest arquitecte, i a la qual hi són representats el Madrid cortesano, el Madrid heróico, la Intelectualidad i el Misticismo. L'any 1971 exposa a Móra d'Ebre i el mateix any, la Diputació de Tarragona adquireix del mateix autor una col·lecció de 57 escultures, 109 pintures a l'oli i 134 dibuixos realitzats amb diferents tècniques.
Santiago Costa i Vaqué va ser un escultor actiu i prolífer, que va treballar en la recerca del moviment en les seves obres; realitzà molts estudis del model al natural que li permeteren aprofundir en les tensions i les forces que es produeixen en la musculatures dels cossos i que ell sintetitzaria en les seves obres. També va treballar el retrat, però serà el treball diari de l'home, el pagesos, sirgadors, pescadores, etc., realitzant diverses tasques individuals o col·lectives, el que esdevindran la seva font d'inspiració, tal com recull Joan Launes Villagrasa en el seu assaig amb una visió molt entranyable de l'escultor:
"Santiago Costa sempre que podia visitava la seva vila, on se'l recorda amb un bloc i un llapis a la mà, caminant pels carrers en direcció a la plaça de Baix, carrer de la Barca i l'aubadera, on Costa podia contemplar els homes del riu: sirgadors, llaguters, pescadors i les noies i nois passejant, gaudint de l'entom natural del riu Ebre. Costa, enamorat del seu riu, l'Ebre, recollia en el seu bloc tots els instants màgics que la gent i l'Ebre en aquells anys li transmetien; la seva mà no parava de dibuixar el paisatge i la seva gent; el color i la vitalitat dels personatges eberencs s'immortalitzava en el seu bloc, on les fulles eren dibuixades per les dues cares, unes fulles que recollien, minut a minut, la sobrietat i el color de la terra, així com els cossos i les formes dels homes i dones del riu".
L'esport també serà objecte de les seves obres, tractat amb una visió innovadora de les formes, que fa sorgir dels blocs de pedra a la manera de Rodin, però mostrant temes clàssics com els cossos nus dels homes practicant la lluita grecoromana.
Va fer del dibuix una eina indispensable per al seu treball, esbossant els cossos nus de les models i estudiant la seva anatomia i recreant-se en la seva bellesa. Tampoc no podem oblidar la seva dedicació a la pintura, mostrant-nos els paisatges de la seva terra, la rodalia de Madrid, la sobrietat aragonesa i la vida marinera del nord d'Espanya.
Al final de la seva vida ell mateix feia palesa la seva ànsia de treballar “mi voluntad de trabajar es la misma de siempre, pero mis fuerzas no responden como quisiera... sólo dibujo lo que podrían ser futuras figuras, pero en la actualidad ya no puedo modelar”.
L'any 1983 tornà definitivament a la seva terra, on morí el 3 de febrer del 1984.

## Obres en espai públic
- Monumento a Agustín Álvarez, c. 1921, ciutat de Mendoza (Argentina).
- Monument a Julio Antonio, 1929, Plaça de l'Era, Móra d'Ebre.
- Mujer del libro, 1943. Parque del Retiro, Madrid.
- Grup escultòric de la Fuente de Juan de Villanueva, Madrid (en un inici ubicada a la Glorieta de San Vicente i actualment ubicada al Paseo de Camoens del Parque Oeste).